# San Francisco de Limache
San Francisco de Limache es una localidad de la comuna de Limache, Valparaíso, Chile, ubicada al norte del Estero Limache.

## Historia

### Origen
El origen de la localidad de San Francisco está vinculado a la necesidad del proyecto ferroviario entre Valparaíso y Santiago de determinar su paso por las cercanías de la entonces Villa Alegre de Limache (Limache Viejo). Es así como en enero de 1858 fue fundada la Villa San Francisco en terrenos que Don Ramón de la Cerda destinó para dicho propósito.

### Desarrollo industrial a fines delsigloXIX

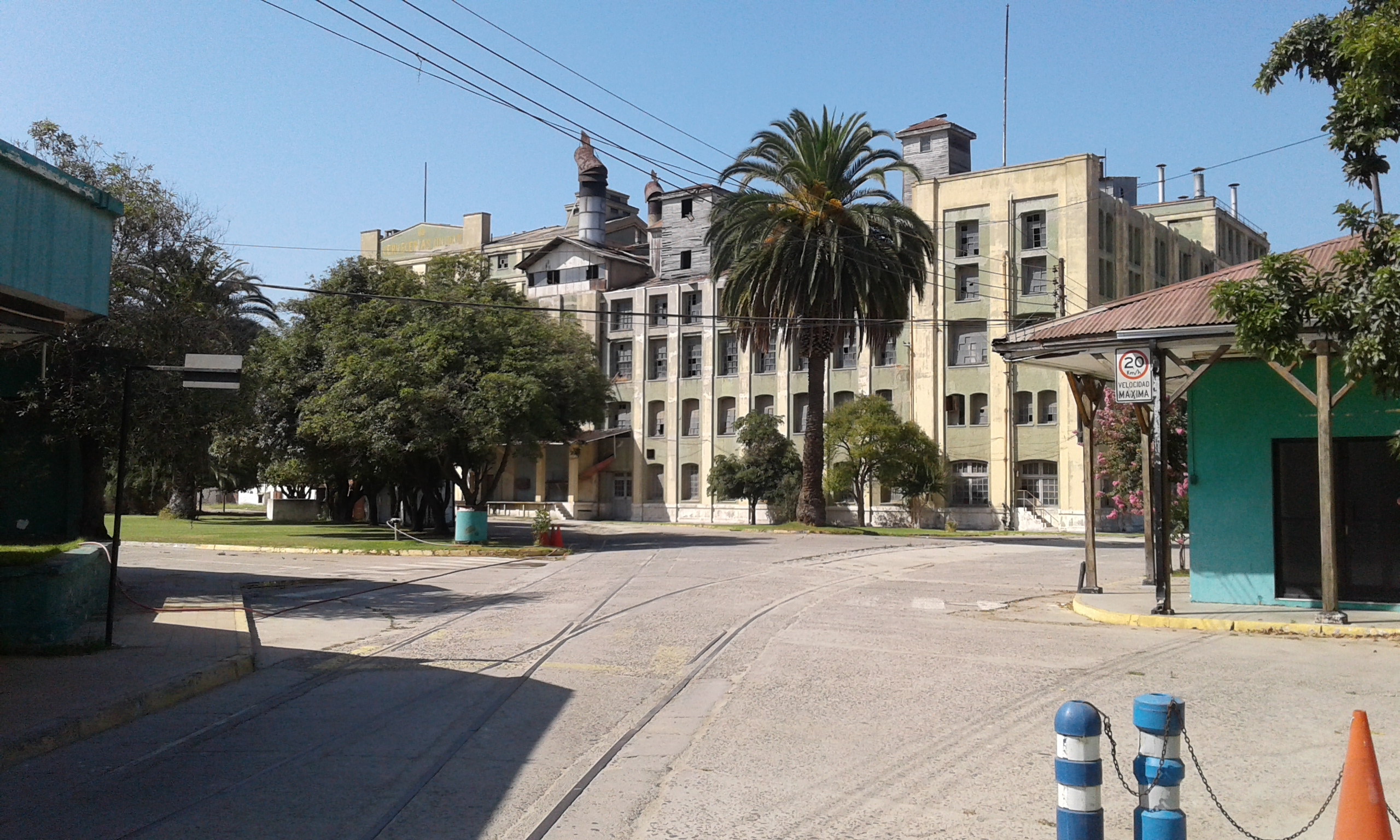
Antigua planta de CCU

En 1866 se instala en este sector una industria de cáñamo y jarcias, cerca de la estación del ferrocarril. Tres años más tarde, en 1869, se establece una maestranza militar con el propósito de elaborar material de guerra para las guarniciones de Valparaíso, además de herramientas e instrumentos agrícolas para la región. Ya hacia 1890, se crea la Fábrica Nacional de Cerveza que, en 1902 pasaría a la Compañía de Cervecerías Unidas (CCU).

## Principales hitos y atracciones
- Avenida José Tomás Urmeneta

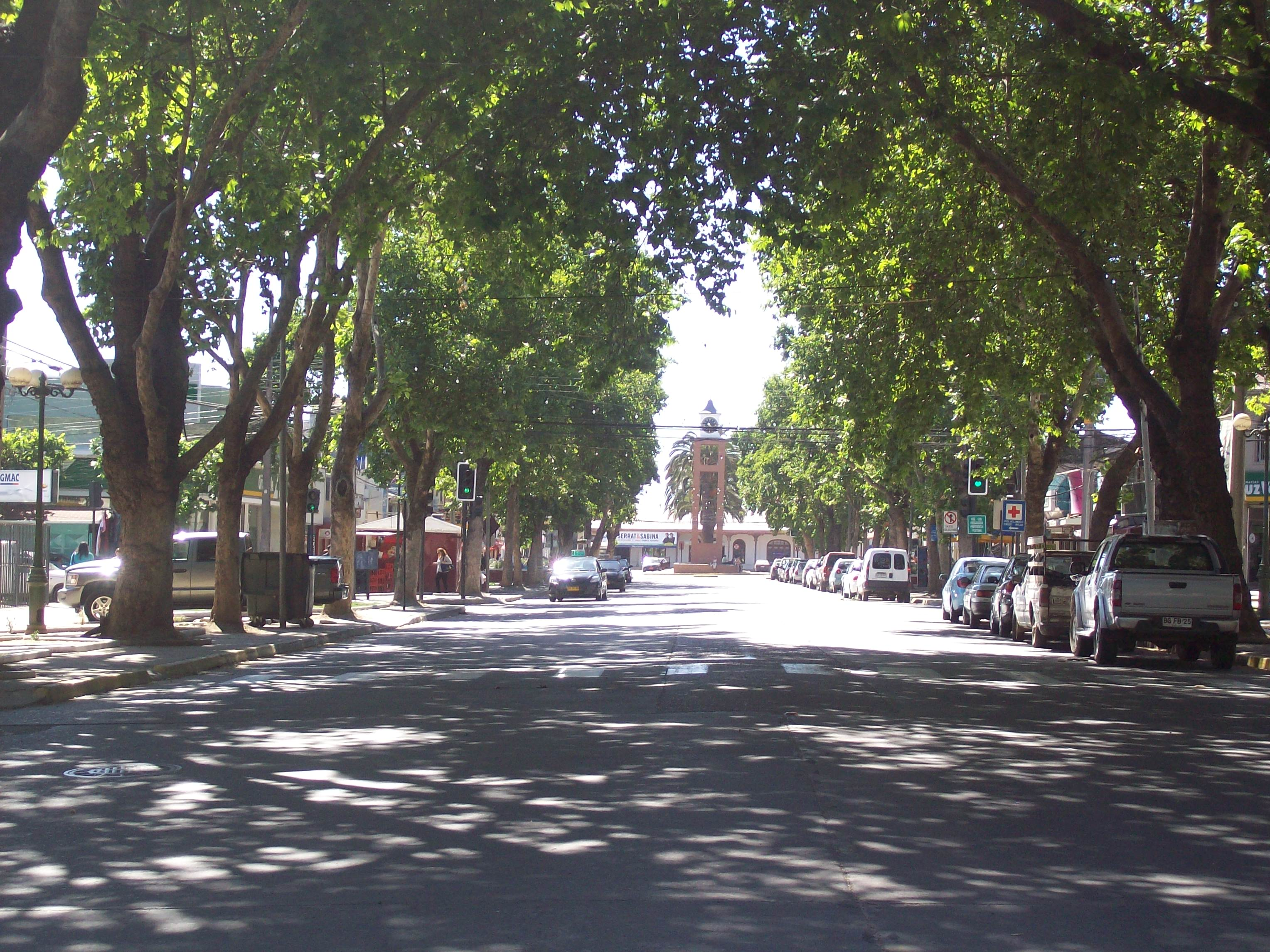
Avenida José Tomás Urmeneta.

Es la principal avenida de San Francisco de Limache. Concentra parte importante del comercio de la ciudad, incluyendo importantes cadenas de farmacias, supermercados, servicios, restaurantes y comercio menor. Además, algunos de los principales establecimientos educacionales de la comuna, incluyendo al Liceo de Limache, así como la Biblioteca Pública Josue Waddington, se encuentran en torno a esta arteria vial. 

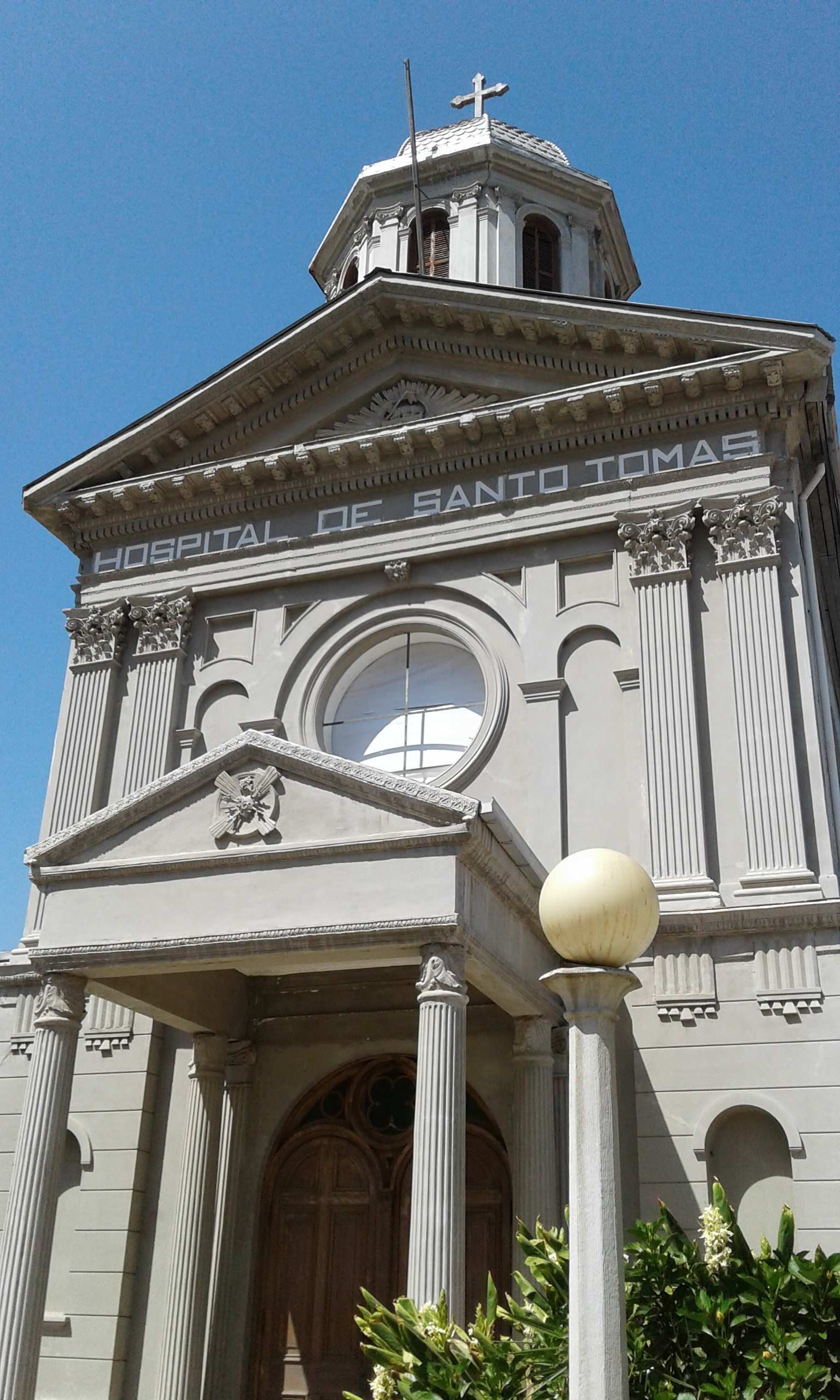
Capilla del antiguo hospital Santo Tomás.

- Capilla del antiguo hospital Santo Tomás

La capilla del antiguo hospital Santo Tomás es una de las edificaciones más importantes de la ciudad. Data de fines del siglo XIX y en su interior descansan los restos de José Tomás Urmeneta y su esposa, Carmen Quiroga. Actualmente es propiedad de la congregación de las Hermanas de la Providencia, aunque fue entregada en comodato a la Ilustre Municipalidad de Limache.
- Estación Limache

Es una estación ferroviaria terminal e intermodal que forma parte del Metro de Valparaíso. En esta estación existen servicios integrados de combinación con buses hacia el sector de Limache Viejo y las ciudades de Olmué, La Calera y Quillota.
- Edificio de antigua planta de la CCU

- Hacienda Eastman

Se ubica en el acceso norte de la comuna. Su edificación data de principios del siglo XX y fue la residencia de Tomás Eastman. La propiedad fue adquirida en 2013 por la Ilustre Municipalidad de Limache, con el objetivo de habilitar un centro cultural.
- Museo histórico Palmira A. Romano Piraino

Fue inaugurado el 23 de septiembre de 2000. Previo a su fallecimiento, el 11 de julio de 1995, la entonces alcaldesa Palmira Adelaida Romano Piraino, en su testamento legó su residencia y pertenencias a la Ilustre Municipalidad de Limache, con la expresa condición de ser destinada a Museo y sede de recepción de autoridades públicas.
- Parque Brasil

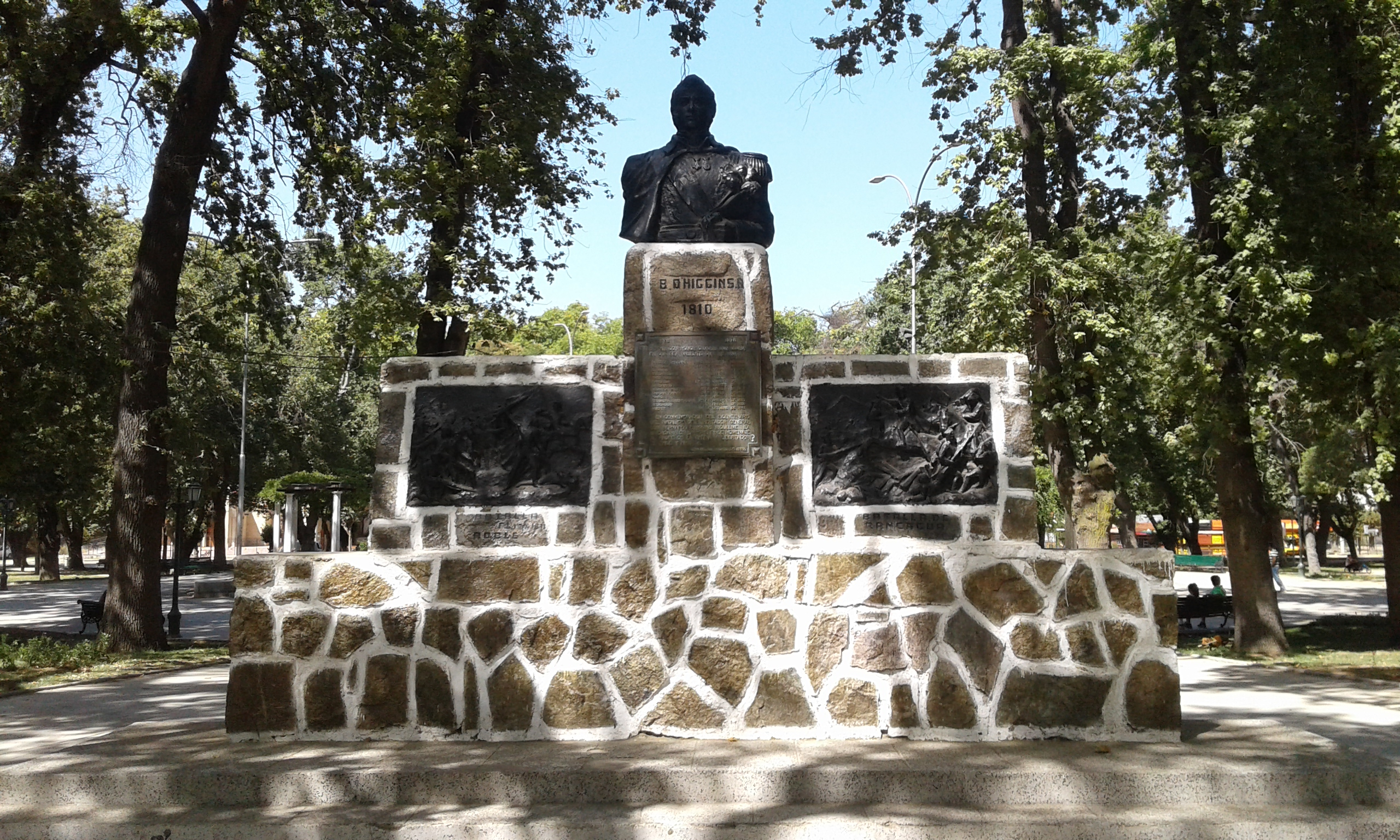
Monumento a Bernardo O'Higgins en el Parque Brasil.

Se ubica en el centro de San Francisco de Limache. Cuenta con máquinas de ejercicio, juegos infantiles, multicancha, skatepark y una pérgola en el centro.
- Parroquia Nuestra Señora de Lourdes

Ubicada frente al Parque Brasil, es una de las edificaciones religiosas de mayor antigüedad en el sector.